# Гоков Валерій Іванович
Валерій Іванович Гоков (10 червня 1978, с-ще Тімірязєвка Сумського району Сумської області — 8 травня 2022, с. Миколаївка Краматорського району Донецької області) — старший солдат Збройних сил України, учасник російсько-української війни, що загинув у ході російського вторгнення в Україну у 2022 році.

## Життєпис
Народився 10 червня 1978 року в селищі Тімірязєвка Сумського району Сумської області.
Вперше призвався в ЗСУ у 2014 році. Служив водієм БТР.
Загинув 8 травня 2022 року в селі Миколаївка Краматорського району Донецької області. Похований 18 травня 2022 року в селищі Тімірязєвка Сумського району Сумської області.

## Нагороди
- орден «За мужність» ІІІ ступеня (2023, посмертно) — за особисту мужність і самовіддані дії, виявлені у захисті державного суверенітету та територіальної цілісності України, вірність військовій присязі.